# سوفي ليو
سوفي ليو (بالصينية: 梁劉柔芬) (و. 1945 – م) هي سياسية، وJustice of the Peace، ولدت في ماكاو.

## مناصب
تولت منصب عضو المجلس التشريعي لهونغ كونغ (1 يوليو 1998–30 سبتمبر 2012)، وعضو مجلس الشعب الصيني ‏، وعضو المجلس التشريعي المؤقت ‏.

## التعليم
تعلمت في جامعة إلينوي ‏.

## جوائز
حصلت على جوائز منها:
- نجمة بواهينيا الذهبية [الإنجليزية]‏
- Silver Bauhinia Star [الإنجليزية]‏
- نيشان الامبراطورية البريطانية من رتبة ضابط.